# Diadelia x-fuscoides
Diadelia x-fuscoides är en skalbaggsart som beskrevs av Stefan von Breuning 1980. Diadelia x-fuscoides ingår i släktet Diadelia och familjen långhorningar.
Artens utbredningsområde är Madagaskar. Inga underarter finns listade i Catalogue of Life.